# یوهانس کرت
یوهانس کرت (استونیایی: Johannes Kert; ۳ دسامبر ۱۹۵۹ – ۴ مارس ۲۰۲۱) سپهبد، سیاستمدار و نماینده مجلس اهل استونی بود.
وی همچنین برندهٔ جوایزی همچون نشان شیر فنلاند شده‌است.